# Placerobela
Placerobela là một chi bướm đêm thuộc họ Erebidae.